# Alioum Boukar
Alioum Boukar (ur. 3 stycznia 1972 w Jaunde) – kameruński piłkarz, występował na pozycji bramkarza. Ma również obywatelstwo tureckie.

## Życiorys
Swoją karierę rozpoczynał w Canonie Jaunde. Następnie przeniósł się do tureckiego Samsunsporu, gdzie był pewnym punktem drużyny przez siedem sezonów. W sezonie 2002/2003 został zawodnikiem Istanbulsporu. Spotkał tam swojego rodaka, Aliouma Saidou. Jego następnym klubem był Konyaspor. Na sezon 2005/2006 wrócił do drużyny, w której grał najdłużej i najlepiej, czyli do Samsunsporu, a obecnie broni barw drugoligowego Altayu Izmir.
Ma za sobą udział w Mistrzostwach Świata 1998, oraz 2002. Podczas Mundialu we Francji Boukar nie zagrał ani jednego meczu. Natomiast cztery lata później był podstawowym graczem „Nieposkromionych Lwów” i rozegrał wszystkie trzy spotkania, a Kamerun nie zdołał wyjść z grupy. Wziął udział w Pucharze Konfederacji 2001 i podobnie jak na MŚ, Kameruńczycy nie wyszli z grupy (3. miejsce).
| Sezon   | Klub         | Kraj    | Flaga   | Rozgrywki         | Mecze | Gole |
| ------- | ------------ | ------- | ------- | ----------------- | ----- | ---- |
| 1992    | Canon Jaunde | Kamerun | Kamerun | Première Division | ?     | ?    |
| 1993    | Canon Jaunde | Kamerun | Kamerun | Première Division | ?     | ?    |
| 1994    | Canon Jaunde | Kamerun | Kamerun | Première Division | ?     | ?    |
| 1995    | Canon Jaunde | Kamerun | Kamerun | Première Division | ?     | ?    |
| 1995/96 | Samsunspor   | Turcja  | Turcja  | Superliga         | 29    | 0    |
| 1996/97 | Samsunspor   | Turcja  | Turcja  | Superliga         | 29    | 0    |
| 1997/98 | Samsunspor   | Turcja  | Turcja  | Superliga         | 24    | 0    |
| 1998/99 | Samsunspor   | Turcja  | Turcja  | Superliga         | 31    | 0    |
| 1999/00 | Samsunspor   | Turcja  | Turcja  | Superliga         | 6     | 0    |
| 2000/01 | Samsunspor   | Turcja  | Turcja  | Superliga         | 20    | 0    |
| 2001/02 | Samsunspor   | Turcja  | Turcja  | Superliga         | 25    | 0    |
| 2002/03 | Istanbulspor | Turcja  | Turcja  | Superliga         | 25    | 0    |
| 2003/04 | Konyaspor    | Turcja  | Turcja  | Superliga         | 24    | 0    |
| 2005/06 | Samsunspor   | Turcja  | Turcja  | Superliga         | 10    | 0    |
| 2006/07 | Altay        | Turcja  | Turcja  | 1. Lig            | 20    | 0    |
| 2007/08 | İstanbulspor | Turcja  | Turcja  | 1. Lig            | 5     | 0    |
| 2008/09 | İstanbulspor | Turcja  | Turcja  | 2. Lig            | 34    | 0    |
| 2009/10 | İstanbulspor | Turcja  | Turcja  | 2. Lig            | 24    | 0    |